# Yigoga strenua
Yigoga strenua là một loài bướm đêm trong họ Noctuidae.